# Nicole Gontier
Nicole Gontier, född 17 november 1991, är en italiensk skidskytt som ingick i de italienska lag som vann brons i stafett vid världsmästerskapen i skidskytte 2013 och 2015.
Gontier debuterade i världscupen i mars 2012 och hennes första individuella pallplats i världscupen kom när hon blev trea i sprint den 9 januari 2015 i Oberhof i Tyskland. Hon deltog vid olympiska vinterspelen 2014.